# Mashco-Piro
Die Mashco-Piro oder Mascho Piro, auch bekannt als das Volk der Cujareño und Nomole, sind ein indigenes Volk von nomadischen Jägern und Sammlern, das in den entlegenen Regionen des Amazonas-Regenwaldes lebt. Sie wohnen im Manú-Nationalpark in der Region Madre de Dios in Peru. In der Vergangenheit haben sie den Kontakt mit nicht-indigenen Völkern aktiv vermieden. Ihr Stammesgebiet wird durch Abholzungsarbeiten großer Unternehmen bedroht.

## Demografie
1998 schätzte die International Work Group for Indigenous Affairs (IWGIA) ihre Zahl auf etwa 100 bis 250 Personen. Dies ist ein Anstieg gegenüber der geschätzten Bevölkerung von 20 bis 100 Personen im Jahr 1976. Im Jahr 2024 wurde die Population auf über 750 geschätzt.
Der Mashco-Piro-Stamm spricht einen Dialekt der Piro-Sprache. „Mashco“ (ursprünglich „Maschcos“ geschrieben) ist ein Begriff, der erstmals 1687 von Padre Biedma verwendet wurde, um die Harakmbut-Leute zu bezeichnen. Es wird als abwertender Begriff angesehen, da es in der Piro-Sprache „Wilde“ bedeutet; „Nomole“ ist der Name, den die Menschen für sich selbst verwenden.

## Geschichte
Im Jahr 1894 wurde der Großteil des Mashco-Piro-Stammes von der Privatarmee von Carlos Fitzcarrald im oberen Kosi-Flussgebiet niedergemetzelt. Viele Mashco-Piro-Eingeborene wurden auch zwischen 1897 und 1909 von Fitzcarralds Vorarbeiter Carlos Scharff entlang der Flüsse Purús und Madre de Dios versklavt. Die Überlebenden zogen sich in die abgelegenen Waldgebiete zurück. Die Sichtungen von Mitgliedern des Mashco-Piro-Stammes nahmen im 21. Jahrhundert zu. Laut dem Anthropologen Glenn Shepard, der 1999 eine Begegnung mit den Mashco-Piro hatte, könnten die vermehrten Sichtungen des Stammes auf illegalen Holzeinschlag in der Region und niedrig fliegende Flugzeuge im Zusammenhang mit der Öl- und Gasexploration zurückzuführen sein.
Im September 2007 filmte eine Gruppe von Ökologen etwa 20 Mitglieder des Mashco-Piro-Stammes aus einem Hubschrauber über dem Nationalpark Alto Purús. Die Gruppe hatte ein Lager an den Ufern des Las Piedras-Flusses in der Nähe der peruanischen und brasilianischen Grenze errichtet. Wissenschaftler glauben, dass der Stamm während der Trockenzeit Palmblatthütten an Flussufern baut, um zu fischen. Während der Regenzeit ziehen sie sich in den Regenwald zurück. Ähnliche Hütten wurden in den 1980er Jahren gesichtet.
Im Oktober 2011 veröffentlichte das peruanische Umweltministerium ein Video von einigen Mashco-Piros, das von Reisenden aufgenommen wurde. Daniela Galli, eine italienische Besucherin des Parks, machte ebenfalls ein Foto der Stammesmitglieder.
2012 veröffentlichte Survival International neue Fotos von Stammesmitgliedern. Der Archäologe Diego Brautleto von der Spanischen Geographischen Gesellschaft behauptete, Fotos einer Mashco-Piro-Familie aus dem Manú-Nationalpark aufgenommen zu haben, während er entlang des Flusses Madre de Dios auf der Suche nach Petroglyphen war. Diese Behauptung wurde jedoch später von Jean-Paul Van Belle bestritten, der angab, die Bilder drei Wochen früher aufgenommen zu haben. Sein lokaler Führer Nicolas „Shaco“ Flores, der sechs Tage später tot mit einem bambusgespitzten Pfeil im Herzen gefunden wurde, soll von Mitgliedern des Mashco-Piro-Stammes getötet worden sein.
Im August 2013 berichtete die BBC, dass eine Gruppe von Mashco-Piro-Menschen gesichtet wurden, die anscheinend benachbarte Dorfbewohner um Nahrung baten. Die peruanische Regierung hat den Kontakt mit den Mashco-Piros verboten, aus Sorge, sie könnten von Fremden mit Krankheiten infiziert werden, gegen die die Mashco-Piros keine Immunität aufweisen.
2015 kam es erneut zu Kontakten mit Außenstehenden durch die Mashco-Piro. Dabei wurde im Mai 2015 der 22-jährige Leonardo Pérez getötet.
Im Juli 2024 wurden von Survival International Videos und Bilder von Dutzenden unkontaktierten Mashco-Piro-Menschen veröffentlicht, die an den Ufern eines Flusses nur wenige Kilometer von einer Reihe von Holzkonzessionen entfernt waren. Am 27. Juli 2024 kam es erneut zu Angriffen auf Holzfäller.
Ein Großteil ihres Stammesgebietes wird durch Abholzungsarbeiten großer Unternehmen bedroht. Survival International kritisierte die peruanische Regierung, das Gebiet der Mashco-Piro nicht nur nicht zu schützen, sondern aktiv an Holzfäller zu verkaufen.